# Mantorras
Pedro Juan Manuel Torres, genannt Mantorras, (* 18. März 1982 in Huambo) ist ein ehemaliger angolanischer Fußballspieler. Er galt Anfang der 2000er-Jahre als eines der größten Sturmtalente Afrikas und nahm mit Angola an der Fußball-Weltmeisterschaft 2006 in Deutschland teil.

## Werdegang

### Im Verein
Kurz nach Pedro Manuel Torres’ Geburt starb sein Vater und er wuchs im Bürgerkriegsland Angola als Halbwaise auf. Als er 15 Jahre alt war, starb auch seine Mutter. Mantorras lernte das Fußballspielen auf der Straße und debütierte mit 16 Jahren für Progresso Associação do Sambizanga in der ersten angolanischen Liga. Wenig später entdeckten ihn die Nachwuchsscouts des FC Barcelona. So ging er nach Spanien und versuchte sich in der Barça B, in der er sich jedoch nicht durchsetzen konnte. Also wechselte er nach Portugal zum FC Alverca. In nur zwei Jahren gelang ihm dort der Durchbruch in der Erstliga-Mannschaft und 2000/01 hatte er eine sehr erfolgreiche Saison mit zehn Toren in 26 Spielen.
Daraufhin wechselte er für fünf Millionen Euro zum Spitzenclub Benfica Lissabon, wo er zunächst nahtlos an seine Leistungen anknüpfte und bereits im ersten Jahr Stammspieler wurde. 2002 warf ihn eine schwere Knieverletzung sehr weit zurück und er kam zwei Jahre nicht zum Einsatz. Das drohende Karriereende konnte er abwenden. Er kehrte 2004/05 ins Team zurück und half Benfica mit fünf Toren in fünfzehn Spielen beim Gewinn der Meisterschaft. Dennoch erholte er sich von seiner Verletzung nie mehr vollständig und erreichte nicht mehr die Form der Zeit vor seiner Verletzung. In den folgenden Spielzeiten kam er nur noch zu wenigen Einsätzen. Sein letztes Ligaspiel bestritt er in der Saison 2008/09. 2011 beendete er mit gerade 28 Jahren endgültig seine Karriere. Ein Comebackversuch beim angolanischen Fußballverein 1.º de Agosto blieb erfolglos.

### In der Nationalmannschaft
Mit der U-21 seines Heimatlandes gehörte er zu der Mannschaft, die 2001 die afrikanische Juniorenmeisterschaft, den ersten großen Titel für das Land, gewann. Im gleichen Jahr wurde er zum besten Nachwuchsspieler Afrikas gewählt.
Für die angolanische Nationalmannschaft spielte er von 2001 bis 2010. Nach der gesundheitsbedingten Zwangspause war er bei der Qualifikation zur Fußball-Weltmeisterschaft 2006 in Deutschland im Einsatz und trug mit einem Treffer gegen Gabun zur historischen, erstmaligen Qualifikation des Landes bei. Ebenso stand er im WM-Aufgebot Angolas und kam bei zwei Spielen zum Einsatz. Er schied mit seiner Mannschaft in der Vorrunde aus. Obwohl er zu der Zeit im Verein keine Rolle mehr spielte, nahm Mantorras 2010 mit Angola an der Afrikameisterschaft teil und absolvierte im Vorrundenspiel gegen Malawi sein letztes Länderspiel.

## Erfolge

### Verein
- Taça de Portugal: 2004
- Portugiesischer Meister: 2005, 2010
- Portugiesischer Super-Cup: 2005, 2010
- Taça da Liga: 2009, 2010

### Nationalmannschaft
- Afrikanischer Juniorenmeister 2001 mit der angolanischen U21-Nationalmannschaft
- Bester Nachwuchsspieler Afrikas 2001